# Ytterhära
Ytterhära är ett skär i Åland (Finland). Det ligger i Skärgårdshavet eller Norra Östersjön och i kommunen Kökar i landskapet Åland, i den sydvästra delen av landet. Ön ligger omkring 73 kilometer sydöst om Mariehamn och omkring 220 kilometer väster om Helsingfors. Ytterhära ligger 8 meter över havet.
Öns area är 1,5 hektar och dess största längd är 180 meter i öst-västlig riktning. Trakten är glest befolkad. Närmaste större samhälle är Kökar, 18,7 km nordväst om Ytterhära.